# Hraniční přechod Rafah
Hraniční přechod Rafah (hebrejsky: מעבר רפיח‎, ma'avar Rafiach, arabsky: معبر رفح‎) je hraniční přechod mezi Egyptem a Pásmem Gazy určený pro silniční přepravu.
Nachází se v nadmořské výšce cca 75 metrů na jižním okraji města Rafah (které se z větší části rozkládá v pásmu Gazy ale přesahuje svou zástavbou i na egyptské území), cca 35 kilometrů jihozápadně od města Gaza.
Podle dohody mezi Egyptem a Izraelem z roku 2007 Egypt kontroluje hraniční přechod Rafah, ale dovoz zboží přes něj vyžaduje izraelský souhlas. Izrael převzal kontrolu nad hraničním přechodem Rafáh 7. května 2024 během války v Pásmu Gazy, v lednu 2025 se v rámci dohody o příměří stáhl a poté po porušení příměří ze strany Izraele jej v březnu 2025 znovu obsadil a zavedl totální blokádu.

## Dějiny

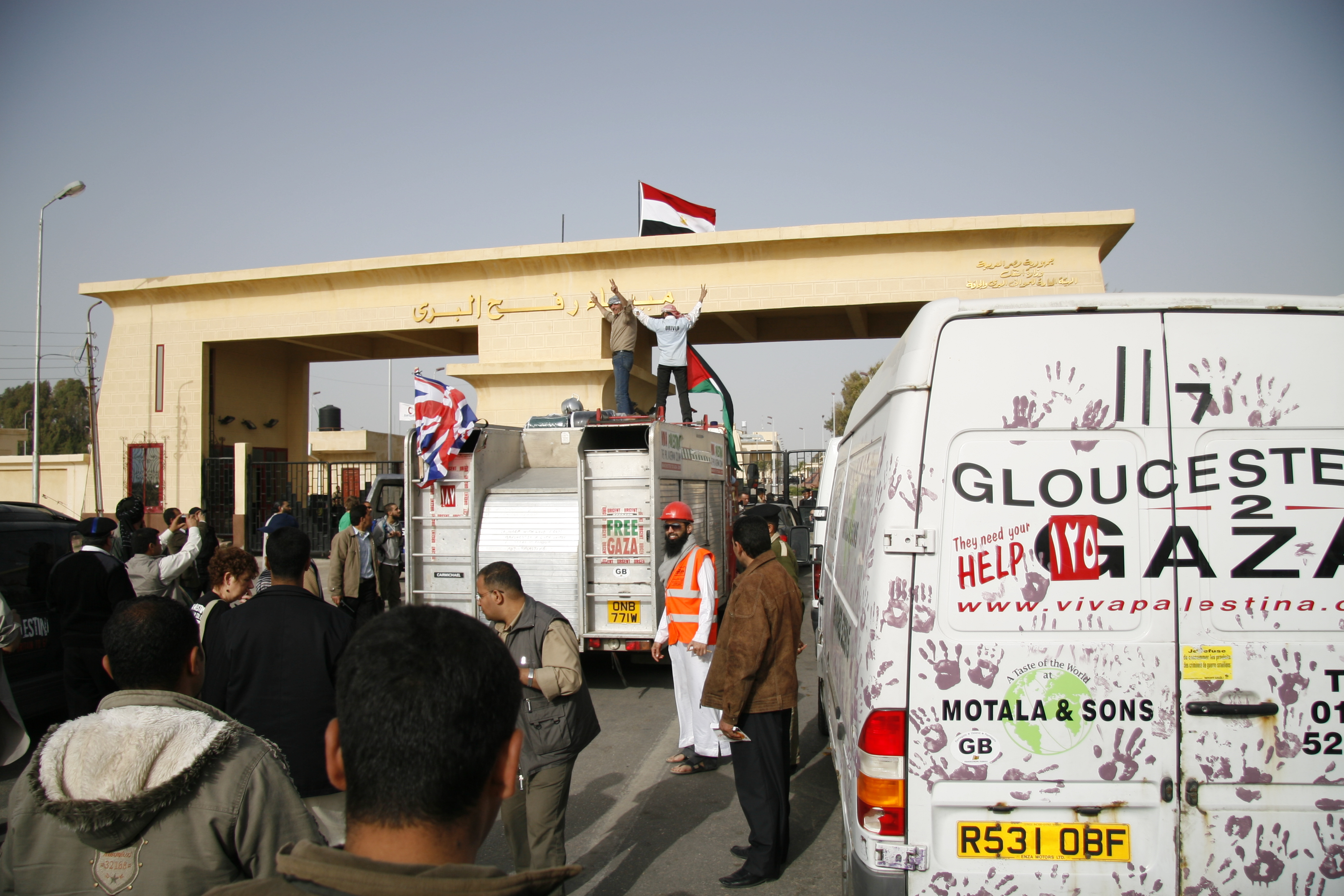
Provoz na hraničním přechodu Rafah

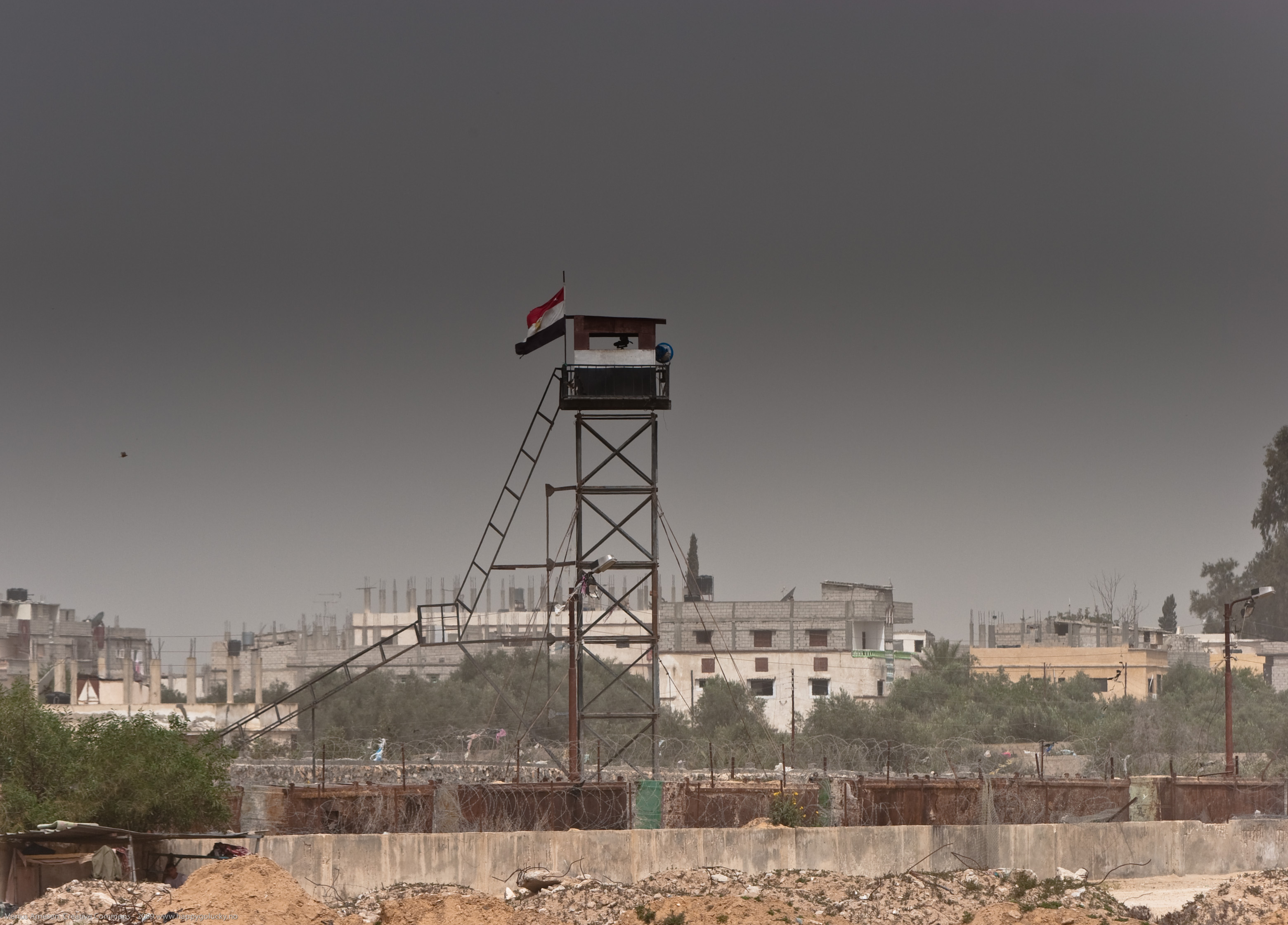
Strážní věž na hranici poblíž Rafah

Hraniční přechod Rafah je jediným spojením mezi Egyptem a pásmem Gazy. Před rokem 2005 šlo o linii dotyku egyptských a
izraelských sil, které tehdy kontrolovaly vnější hranice pásma Gazy (třebaže od počátku 90. let 20. století se vlastní palestinské osídlené oblasti v pásmu Gazy nacházely v samosprávném režimu v rámci Palestinské autonomie).
Po provedení jednostranného stažení Izraele z Gazy v létě roku 2005, kdy Izrael vyklidil své osady v pásmu Gazy, byl přechod na tři měsíce uzavřen. V listopadu 2005 došlo k podpisu dohody mezi Izraelem a Palestinskou autonomií o režimu hraničních kontrol na tomto přechodu. Dohoda spočívala v tom, že přechod bude provozován Palestinskou autonomií ale pod dohledem Evropské unie a s dálkovým monitorovacím přístupem Izraele. V následujících sedmi měsících fungoval přechod v intencích této dohody a denně tudy prošlo cca 1320 osob.
25. června 2006 v důsledku únosu izraelského vojáka Gil'ada Šalita Izrael nařídil dočasné uzavření přechodu z bezpečnostních důvodů. Následovalo několikaměsíční období, kdy byl přechod střídavě otevírán a uzavírán. V červnu 2007, kdy hnutí Hamás během převratu ovládlo pásmo Gazy, Izrael oznámil, že odstupuje od dohody ohledně provozování přechodu. Evropská unie zároveň sama přerušila své monitorovací aktivity z důvodů odmítání spolupráce s Hamásem. V následujících letech omezil odbavování osob a zboží i Egypt.
Egyptsko-gazská hranice se ovšem v letech po roce 2006 stala místem intenzivního pašování a převádění osob. V lednu 2008 se skupině členů hnutí Hamás dokonce podařilo odpálit nálož v hraniční bariéře poblíž přechodu Rafah a dav obyvatel Gazy se pak snažil proniknout skrz hranici. Na pokusy egyptské policie o zabránění v průniku reagovali ozbrojenci hnutí Hamás střelbou. Snahy egyptských úřadů pak selhaly a na egyptské teritorium pronikly tisíce lidí, většina z nich jen dočasně, za účelem nákupu zboží, potravin apod. Hraniční režim se podařilo Egypťanům obnovit až po několika dnech.
Počátkem července 2010, v důsledku dozvuků izraelského zásahu proti konvoji do pásma Gazy, rozhodla egyptská vláda, že otevírá hraniční přechod Rafah.